# 바네사 파라디
바네사 샹탈 파라디(프랑스어: Vanessa Chantal Paradis, 1972년 12월 22일 ~ )는 프랑스의 싱어송라이터, 배우, 모델이다.
1972년, 프랑스 생모르데포세에서 인테리어 디자이너인 부모 슬하에서 태어났다. 8살 때, 레코드 프로듀서인 삼촌의 도움으로 지역 텔레비전 프로그램의 탤런트쇼를 통해 데뷔했다.
1983년, 첫 싱글곡 La Magie des surprises-parties 을 발표했으며, 14살인 1987년, 싱글곡 Joe le taxi 로 세계적인 스타가 되었다.
1991년 이후, 샤넬의 대표적인 모델로 활동하고 있다.

## 가족 관계
1998년부터 2012년까지 배우 조니 뎁과 결혼을 하지 않은 채 동거 생활을 했다. 2012년 1월부터, 그와의 연인 관계가 순탄하지 않다는 루머가 돌기 시작해, 그 해 6월 19일, 동거 생활을 마무리했다. 조니 뎁과 슬하에 딸 릴리로즈 뎁(1999년생)과 아들 존 크리스토퍼 잭 뎁 3세 (2002년생)를 두고 있다.

## 음반 목록
- M&J (1988)
- Variations sur le même t'aime (1990)
- Vanessa Paradis (1992)
- Bliss (2000)
- Divinidylle (2007)
- Love Songs (2013)
- Les Sources (2018)